# Cybaeodamus spinosissimus
Espèce
Cybaeodamus spinosissimus est une espèce d'araignées aranéomorphes de la famille des Zodariidae.

## Distribution
Cette espèce est endémique du Piauí au Brésil,. Elle se rencontre vers Alvorada do Gurguéia, Teresina et Castelo do Piauí.

## Description
Le mâle holotype 6,58 mm.

## Systématique et taxinomie
Cette espèce a été décrite par Henrard, Jocqué et Carvalho en 2025.

## Publication originale
- Henrard, Jocqué & Carvalho, 2025 : « Three new Cybaeodamus Mello-Leitão, 1938 species from Brazil (Araneae, Zodariidae). » European Journal of Taxonomy, vol. 1004, p. 92-119 (texte intégral).